# Joseph Marshall Walker
Joseph Marshall Walker, född 1 juli 1784 i New Orleans i Spanska Louisiana, död 20 januari 1856 i Louisiana, var en amerikansk demokratisk politiker och plantageägare. Han var Louisianas guvernör 1850–1853.
Under 1812 års krig tjänstgjorde Walker i Louisianas milis. Han var verksam som plantageägare i Rapides Parish. År 1845 fungerade han som ordförande vid Louisianas konstitutionskonvent. Efter valsegern i guvernörsvalet 1849 blev Walker den första guvernören i Louisianas historia som tillträdde sitt ämbete i den nya huvudstaden Baton Rouge. Dupré efterträdde 1850 Isaac Johnson som guvernör och efterträddes 1853 av Paul Octave Hébert.
Walker avled 1856 och gravsattes på en familjekyrkogård i Rapides Parish. Gravplatsen flyttades senare till Center Square i Pineville.